# Бола
Бола (шп. bolas: кугле), оружје уобичајено код Индијанаца, пастира (гаучоса) и преријских ловаца у Јужној Америци. 
Оружје се састоји од три зракасто повезана ужета којима су на крајевима камене или оловне кугле, понекад омотане кожом. Бацач, држећи једну куглу у руци, витла осталима изнад главе и болом гађа жртву. Омамљена ударцем и спутана ужадима, жртва се лако улови.